# چیزی که خدا می‌خواهد - قسمت ۱
«چیزی که خدا می‌خواهد - قسمت ۱» (به انگلیسی: What God Wants, Part I) تک‌آهنگی از هنرمند اهل بریتانیا راجر واترز است که در سال ۱۹۹۲ میلادی منتشر شد. این تک‌آهنگ در آلبوم تفریح تا سرحد مرگ قرار داشت.